# Conor Maynard
Conor Maynard, född 21 november 1992 i Brighton i England, är en brittisk artist.  Maynard började sjunga på Youtube 2008. Han sjunger covers och hans första låt var Breathe av Lee Carr. Sedan 2008 har han gjort covers med sin kompis, den amerikanska rapparen Anthony "Anth" Melo. Han debuterade med singeln "Can't Say No" 2012 och efterföljande albumet Contrast släpptes 30 juli samma år.

## Diskografi
Studioalbum
- 2012 – Contrast
- 2016 – Covers

Singlar
- 2012 – "Can't Say No"
- 2012 – "Vegas Girl"
- 2012 – "Turn Around" (med Ne-Yo)
- 2013 – "Animal" (med Wiley)
- 2013 – "R U Crazy"
- 2015 – "Talking About"
- 2015 – "Royalty"
- 2016 – "Are You Sure?" (med Kris Kross Amsterdam & Ty Dolla Sign)
- 2017 – "Understand Me" (med CMC$)
- 2018 – "Hold on Tight" (med R3hab)